# Nuno Manuel dos Santos Almeida
Nuno Manuel dos Santos Almeida (Sátão, Viseu, 1 de Agosto de 1962) é um bispo católico português, atual Bispo de Diocese de Bragança-Miranda.

## Biografia
Durante sua preparação para o sacerdócio frequentou o Seminário Menor de S. José, em Fornos de Algodres e o Seminário Maior de Viseu, onde terminou o curso de de Teologia em 1984.
Foi ordenado sacerdote em Sátão, no dia 19 de Outubro de 1986.
Cursou licenciatura em Teologia, na Faculdade de Teologia da Universidade Católica Portuguesa (Porto), tendo concluído o curso em 1996. Sua tese de conclusão de curso tem o título:“O Diálogo com os não crentes”.
Ingressou no curso de mestrado da Universidade Católica Portuguesa (Porto) em “Fé e Psicoterapia”, tendo apresentado tese de conclusão (em 2006) com o tema “A Dimensão Sanante da Reconciliação”.
Em 21 de novembro de 2015, o Papa Francisco nomeou-o Bispo auxiliar de Braga.
Ingressou no curso de doutorado em teologia dogmática pela Pontifícia Universidade Salesiana, onde em 2016 defendeu tese sobre: a “Busca de Sentido da Vida e Reconciliação Cristã. Leitura teológica do pensamento de Viktor Frankl".
Em 19 de maio de 2023, foi nomeado pelo Papa Francisco como bispo da Diocese de Bragança-Miranda. A 25 de junho de 2023, tomou posse como bispo de Bragança-Miranda.

## Controvérsias
Aquando de uma tentativa de expansão da actual lei que permite o aborto livre em Portugal desde 2007, D. Nuno Almeida opôs-se tanto à actual lei, como à sua expansão, mas pretendeu distinguir entre a despenalização, que considerou aceitável, e a legalização do aborto. Esta sua atitude motivou várias críticas porque a despenalização e a legalização do aborto são utilizadas como sinónimos pelos defensores do direito ao aborto, considerando-se que a despenalização tornaria a legalização inevitável. D. Nuno Almeida sustentou que "Há que respeitar quem admite que a despenalização do aborto tem razão de ser, mas o mesmo não podemos dizer da moralidade da ação de abortar, ou da reivindicação do aborto com um direito." D. Nuno Almeida sustentou também que a despenalização do aborto em Portugal foi um facto positivo, escrevendo em maiúsculas: "Despenaliza-se para resolver um conflito e não para garantir uma liberdade. Nas condições actuais do nosso mundo, a despenalização do aborto é uma concessão do direito penal para não acrescentar um mal a outro mal."